# Aéroport de Bethel
Pour les articles homonymes, voir BET.
L'aéroport de Bethel (code IATA : BET • code OACI : PABE • code FAA : BET) est un aéroport public situé 6 km au sud-ouest de la ville de Bethel en Alaska (États-Unis).
Selon la Federal Aviation Administration, l'aéroport a accueilli 140 291 embarquements en 2008, 134 848 en 2009 et 144 353 en 2010. Il est inclus dans le National Plan of Integrated Airport Systems pour la période 2011-2015, ce qui le catégorise comme aéroport à activité principalement commerciale (plus de 10 000 embarquements par an).

## Situation géographique
L'aéroport de Bethel est situé à Bethel, localité isolée de l’État d'Alaska comptant 6 548 habitants. La ville n'est pas connectée au réseau routier de l’État. La zone de l'aéroport est à proximité de l'embouchure du fleuve Kuskokwim, à 40 km de la mer de Béring, à l'intérieur des terres. L'aéroport est située à environ 400 km à l'ouest d'Anchorage, ville la plus peuplée d'Alaska. 
| Anchorage Aniak Bethel Deadhorse Dillingham Fairbanks Galena Homer Juneau Kenai Ketchikan King Salmon Klawock Kodiak Kotzebue Lake Hood Cordova Merrill Nome Petersbourg Red Dog Sitka St. Mary's Teller Unalakleet Unalaska Valdez Wiley Post Wrangell Yakutat |

## Aéroport
L'aéroport couvre une superficie de 427 hectares, et est situé 38 mètres au-dessus du niveau de l'eau.
Il comporte trois pistes d’atterrissage : 1L/19R fait 1951 x 46 m, en asphalte ; 1R/19L fait 1219 x 23 m, en asphalte; 12/30 fait 567 x 23 m, en pierre de grave.
Pour l'année 2010, l'aéroport a connu 122 000 mouvements d'avion, soit environ 334 par jour. 54 % correspondait à des avions-taxis, 41 % à de l'aviation publique, 4 % en charter et 1 % d'opérations militaires. Selon le Tarmac Delay Contingency Plan, trois vols de transport atterrissent chaque jour à Bethel.

## Histoire
Durant la Seconde Guerre mondiale, l'Armée des États-Unis cherche à établir des bases aériennes en de multiples points isolés pour abriter des avions et effectuer des opérations militaire ou de maintenance. Un terrain de 216 000 acres (soit 875 km2 environ) situé à Bethel est sélectionné en 1940. La zone est divisée en deux secteurs, les parcelles A et B, la première accueillant l'aéroport et la seconde une garnison de troupes destinées à protéger le terrain d'aviation en cas d'attaque japonaise. La construction commence en 1943. Aussi connu sous le nom de Bethel Air Base, l'aéroport est utilisé par la Air Transport Command comme aéroport annexe pour la flotte transportant les armements du prêt-bail à destination de la Sibérie. 
L'aéroport est transféré à la Federal Aviation Administration (FAA) le 22 octobre 1959, puis redevient quelques années plus tard une propriété des autorités locales.